# Aero Africa
Aero Africa war eine swasiländische Charterfluggesellschaft mit Sitz in Manzini und Basis auf dem Flughafen O. R. Tambo bei Johannesburg (Südafrika). Sie wurde 2003 gegründet und stellte ihren Betrieb am 30. Dezember 2009 ein. Ihre Muttergesellschaft war Interair. Sie tritt nunmehr unter gleichem Namen als AIR Cargo Management Gruppe mit Außenstellen in allen afrikanischen Ländern auf und vermittelt nach eigenen Angaben als Luftfrachtmakler und virtuelle Fluggesellschaft dem Logistik- und Luftfahrtsektor maßgeschneiderte und vereinfachte Luftfracht-Dienstleistungen von und nach Afrika an.
Sie stand auf der Liste der Betriebsuntersagungen für den Luftraum der Europäischen Union.

## Weblink
- Fotos der Aero Africa auf airliners.net